# Meristacarus africanus
Meristacarus africanus är en kvalsterart som beskrevs av Balogh 1958. Meristacarus africanus ingår i släktet Meristacarus och familjen Lohmanniidae.

## Underarter
Arten delas in i följande underarter:
- M. a. africanus
- M. a. annobonensis